# 삼림겨울잠쥐
삼림겨울잠쥐 또는 커먼겨울잠쥐(Graphiurus murinus)는 겨울잠쥐과에 속하는 설치류의 일종이다. 아프리카 남부와 동부의 토착종으로 아프리카난쟁이겨울잠쥐 또는 아프리카피그미겨울잠쥐로도 알려져 있다. 서식지는 아열대 또는 열대 기후 지역의 습윤 산지 숲과 강가이다.

## 특징
부드러운 비단털을 가진 작은 종이다. 눈은 크고, 볼은 희끄무레하며, 귀는 둥글고 갈색을 띤다. 상체는 황금빛 색조 또는 회색빛 갈색을 띠며, 때로는 구릿빛 또는 붉은 색조를 보이며, 진한 줄무늬가 일부 개체에서 가시 돌기를 따라서 이어진다. 하체는 흰색 또는 크림색과 함께 희미한 회색빛 홍조를 띤다. 뒷발은 보통 진한 줄무늬와 함께 흰색을 띤다. 꼬리는 전체 몸길이의 약 85%로 붓꼬리 형태이고, 등 쪽의 털도 같은 색이다.

## 분포 및 서식지
삼림겨울잠쥐는 아프리카의 토착종으로 부룬디와 이티오피아, 케냐, 레소토, 말라위, 모잠비크, 르완다, 남아프리카공화국, 탄자니아, 우간다, 잠비아 그리고 짐바브웨에서 발견된다. 서식지는 소림과 초원, 사바나 지역과 암반 지역이다. 일부는 콤브레툼속(Combretum) 식물이 우점종인 삼림에서 발견된다. 퇴화된 서식지와 이차 서식지 그리고 건물 속에서도 발견된다. 주로 숲에서 살고 해발 약 1000~4000m 지역에서 서식한다.

## 생태
겨울잠쥐과의 다른 종들처럼, 삼림겨울잠쥐는 주로 나무를 기어오르지만 일부 지역에서는 바위를 타는 설치류다. 잡식성 동물로 곤충과 작은 무척추동물, 식물 줄기와 잎, 꽃, 씨앗과 과일 등을 먹는다. 주로 바위 틈 또는 나무 구멍 속에 둥지를 만든다. 버려진 제비 둥지나 사람 거주지, 이끼 속 그리고 착생식물, 덤불 속에 공 모양 구조의 둥지를 만들기도 하며, 입구는 측면에 있다. 특정한 온도와 먹이 조건이 형성되면, 겨울잠과 같은 무기력 상태에 빠진다.

## 보전 상태
삼림겨울잠쥐는 흔한 종으로 특별한 위협 요인은 없다. 국제 자연 보전 연맹(IUCN)이 보전 등급을 "관심대상종"으로 지정했다.